# Nebaliidae
Nebaliidae là họ lớn nhất trong ba họ giáp xác Leptostracan. Nó được ghi nhận bao gồm 33 trong số 40 loài được mô tả. Các thành viên của họ này có thể phân biệt được với các thành viên của hai họ khác bằng hình dạng thuôn nhọn của lông đuôi (rộng hơn ở Nebaliopsididae) và bằng các callynophore của râu ở con đực trưởng thành, phồng lên ở Paranebaliidae nhưng không có ở Nebaliidae.

## Các chi
- Nebalia Leach, 1814
- Nebaliella Thiele, 1904
- Dahlella Hessler, 1984
- Sarsinebalia Dahl, 1985
- Speonebalia Bowman, Yager & Illiffe, 1985